# 1. zongoraverseny (Liszt)

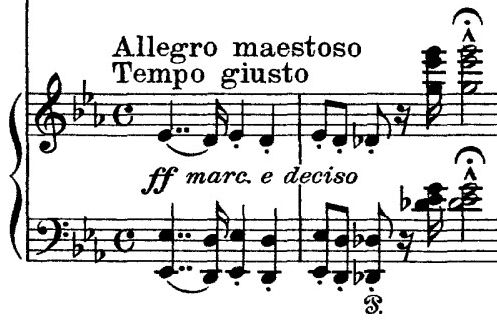
A zongoraverseny főtémája, az első tétel indulásakor

Liszt Ferenc 1., Esz-dúr zongoraversenye (S.124) az egyik leggyakrabban játszott zongorára írt versenymű, népszerű az előadók és a közönség körében is. A mű 1830-tól 1856-ig íródott, összesen öt változata létezik. Bemutatója 1855-ben volt Weimarban, a zongoraszólót Liszt játszotta, a zenekart Hector Berlioz dirigálta. A mű 1857-ben jelent meg nyomtatásban.

## A mű születése
Liszt abban az időben írta a zongoraversenyt, amikor tulajdonképpen már visszavonult a nyilvános koncertezéstől, a komponálásnak és a vezénylésnek szentelte idejét. Bár már az 1830-as évektől foglalkoztatta zongorakoncert gondolata, már csak azért is, hogy saját művén keresztül mutathassa be bámulatos zongoratudását, a versenyműhöz azonban zenekar is szükséges, ő pedig ekkor még nem volt birtokában a zenekar megfelelő ismeretének. Zongoraversenyeket természetesen, addig is játszott, főleg Beethoven versenyműveit adta elő szívesen, nagy sikerek közepette. Amikor 1848-ban Weimarba került az udvari zenekar élére, lehetősége adódott a zenekari hangzással, az egyes hangszerek és hangszercsoportok sajátosságaival megismerkednie. Ekkor születtek első fontos zenekari művei, tizenkét szimfonikus költeménye, a Faust- és a Dante-szimfónia stb. Ezért születhettek meg itt első fontos zongoraversenyei is.
1830-ban vetette papírra Malédiction (Átok) című versenyművének vázlatát, amit vonósegyüttes kíséretével tervezett, és amit csak egy évtized múlva fejezett be. Ma is nagyon ritkán, kuriózumként adják elő, jelentősége abban van, hogy több későbbi Liszt-kompozíció témája található meg benne. Ugyanekkor születtek az Esz-dúr zongoraverseny első vázlatai is, a kezdő- és a zárótétel főtémáját írta meg. Ezeket a részeket felhasználva Weimarban fejezte be a zongoraversenyt, a hangszerelésben famulusa, Joachim Raff volt a segítségére, de ezt a változatot Liszt még kétszer is (1853 és 1856) átdolgozta. A bemutató a weimari nagyhercegi palotában volt 1855. február 17-én, a Liszt által szervezett ünnepi Berlioz-hét keretén belül. Annak ellenére, hogy a zeneszerző már 1847-ben visszavonult a nyilvános zongorázástól, a bemutatón ő volt a szólista, karmesterként pedig barátja, a kiváló dirigens Hector Berlioz működött közre.
Az Esz-dúr zongoraversenyt Liszt első zongoraversenyeként tartják nyilván, noha a másodikként sorszámozott A-dúr zongoraversenyt tulajdonképpen már hamarabb megírta, de az Esz-dúrt hamarabb mutatta be, ezért lett ez az első zongoraverseny.
A darab 1857-ben jelent meg Haslingernél, az ajánlása pedig Henry Litolff (1819–1891) zongoraművész, karmester, zeneszerző, zeneműkiadónak szólt.

## A zene
Liszt Esz-dúr zongoraversenye – a klasszikus, háromtételes zongoraversenyekkel ellentétben – négytételes, bár hallható szünettel csak az első válik el a másodiktól, a többi megszakítás nélkül követi egymást (a két szélső gyors tétel között van a lassú és a scherzó). Így a hallgató kvázi egytételesnek hallhatja a koncertet. Az egybeépítettség mellett az egységességet szolgálja még a liszti tématranszformációs szerkesztési elv is, ami azt jelenti, hogy a komponista viszonylag kevés témával operál. Az egész művet egy, az induláskor hallható főtéma uralja, bár szerepe az I. tételben igazán meghatározó, a második tételben nem jelenik meg, viszont az övé a teljes mű lezárásának funkciója – mindenütt átalakulva, megváltozott funkcióval. A második tétel főtémája is fontos elem, a scherzóban is visszatér. A scherzo két saját témája közül az első is visszatér a fináléban, aminek saját témája nincs is, az első három tétel témáiból építkezik.
Bartók Béla, aki fiatal korában általában véve nehezen barátkozott meg Liszt műveivel, de később felismerte művészetének előremutató jelentőségét, és ezt írta: „[…] nála található a ciklikus szonátaformának közös témákkal, variációs alapon történő legelső tökéletes megalakítása, többek közt Esz-dúr zongorakoncertjében. Ez a formai megoldás a Liszt utáni korban egyre nagyobb jelentőségre tesz szert.”
A zenekar hangszer-összeállítása: piccolo, két fuvola, két oboa, két klarinét, két fagott, két kürt, két trombita, három harsona, üstdob, cintányér, triangulum, vonósok. Rövid versenymű, általában 16 perc körül adják elő.
Liszt a zongoraversenyből kétzongorás átiratot is készített (S.650, 1853).

### 1. tétel: Allegro maestoso. Tempo giusto

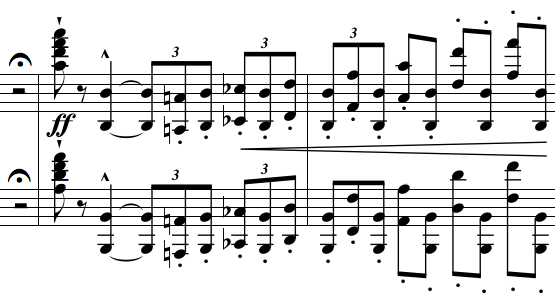
A zongora belépése az I. tételben

A vonóskaron szólal meg a hangsúlyozott főtéma, amire határozott fúvós akkordok felelnek. A főtémát ezután – Liszthez méltóan nehéz oktávpasszázsokban –  a zongora veszi át, amiből szárnyaló kadenciát bont ki. Ez a megoldás rendkívül meglepő lehetett a bemutató idején, mert a kadencia a tételek végén szokott lenni. Ezután a vissza-visszatérő főtéma megszólalások között a zongora szabad dallamot játszik (ilyen tempójelzésekkel: a piacere – tetszés szerint, rubato – szabadon). A zongora második kadenciája széles, díszes, olaszos dallamú. Az tétel második, a főtémával kontrasztálló témája viszonylag rövid, a koncertben többször nem jelenik meg. A tétel további része a főtémából épül, s igen finoman, légiesen elhalkulva zárul, mintegy várakozást kiváltva készíti elő a folytatást a második tételben.

### 2. tétel: Quasi Adagio
A lassú tételben a mélyvonósok szólaltatják meg a tétel főtémáját, majd a zongora adja elő a teljes dallamot. Ennek a dallamnak a három szakasza aztán önállósul, és mind más karaktert ölt. A középrészben megszólal egy második téma is, amely először a fuvolán szólal meg, finom zongoratrillák felett (a téma majd a harmadik tételben még visszatér). Ez a tétel sincs lezárva, és erősen elhalkulva, szinte a semmibe veszve ér véget, s a harmadik tétel szünet nélkül következik.

### 3. tétel: Allegretto vivace – Allegro animato
Scherzo jellegű, variációs felépítésű, 3/4-es lüktetésű tétel. Indításakor, illetve a tétel első részében fontos szerepet kap a triangulum (ami miatt támadások is érték Lisztet). Két új témája is van: az első az induláskor, triangulum kíséretes vonóspizzicatón szólal meg, a másik játékos jellegű témát a zongora mutatja be. A zongorakadenciában ismét a jellegzetes főtéma tűnik fel, miközben a páratlan lejtésű ritmika párosba vált. Visszatér még ezen kívül a második tétel második témája is – oboán, klarinéton. A tétel zongorapasszázzsal ér véget, egy f-moll szűkített szeptimakkorddal.

### 4. tétel: Allegro marziale animato – Alla breve. Più mosso (ma non troppo)
A negyedik tétel, a finálé, már nem hoz új témákat, az előző tételek témáiból épül. A témák erőteljes, 4/4-es induló formába egyesülve térnek vissza, először a basszusokon, aztán a fafúvókon, majd a harsonákon és a nekik felelgető zongorán. A scherzo-téma a spiritoso előírású zongoraszólamban tér vissza, valóban a csillogóan és szellemesen. A zongoraverseny fokozatosan gyorsulva, hatásos befejezéssel ér véget.

## Hallgassuk meg!
Az Esz-dúr zongoraversenyt Debbie Hu játssza, a Washingtoni Egyetem Szimfonikusai társaságában.
| 1. és 2. tétel | 3. és 4. tétel |
|                |                |